# Patula asperipunctella
Patula asperipunctella är en fjärilsart som beskrevs av Charles Théophile Bruand d’Uzelle 1850. Patula asperipunctella ingår i släktet Patula och familjen Urodidae. Inga underarter finns listade i Catalogue of Life.